# Princípio da personalidade
Princípio da personalidade é, no direito, uma verdade incontestável, na qual seres humanos e certas coisas possuem direitos e deveres. Tal conceito aceita, pois, a ideia de que todo o ser humano é sujeito de direitos e obrigações pelo simples fato de serem homens.